# Öhrvikens AB

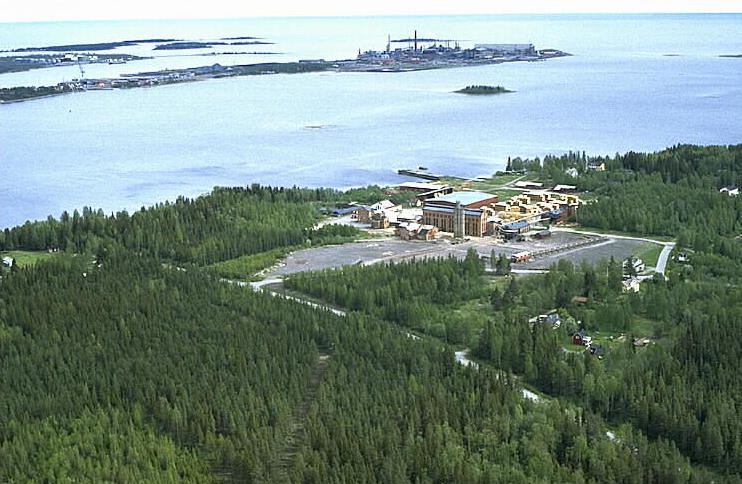
Den nerlagda fabriken 1995.

Öhrvikens AB, även Örviken AB massafabrik,  var en sulfitfabrik i Örviken utanför Skellefteå. Fabriken började som ångsåg 1894–1905. Därefter fungerade företaget som sulfitfabrik fram till andra världskriget då verksamheten lades ner. Efter kriget gjordes försök att återstarta fabriken, men på grund av eftersatt underhåll och stor råvarubrist krävdes omfattande investeringar, vilket förhindrade en återuppstart.

## Bakgrund
År 1893 köpte P. Persson-Näss från Bispgården och J. Nilsson från Ragunda mark för att bygga en såg vid den plats som då var ön Degerön, numera Örviken. Året därpå, 1894, byggdes en ångsåg som drevs av Örviken AB fram till 1905.
Såghuset placerades vid vattnet, och i närheten byggdes fem arbetarkaserner samt en bostad för förmannen. Disponentens och inspektorns bostäder byggdes separat och omgavs av stora trädgårdar. Sågen lades ner 1905 och såghuset revs.

## Historia
Två lokala intressenter köpte Örviken AB och startade sulfitmasseproduktion i nya fabriksbyggnader på sågverkets gamla kolningsplats 1908. Inledningsvis drevs sulfitfabriken med tre ångmaskiner, men senare med elektricitet från Finnforsens kraftstation. De äldre bostadshusen användes av fabriksarbetarna, och nya bostäder byggdes också. Sulfitfabrikens nya byggnader ritades av arkitekt Sigge Cronstedt. Till Örviken AB hörde även Örvikens mekaniska verkstad som bland annat tillverkade motorer.
Örvikens AB var känt för sin högkvalitativa pappersmassa. En av fabrikens produkter, Örvikenpapp, användes både som underlag för tapeter och som tätning av timmerväggar.
År 1917 förvärvade Forss AB verksamheten från dess dåvarande moderbolag Sävenäs Nya AB. När fabriken stängde 1940 på grund av andra världskriget, som stoppade sjötransporterna. Arbetarna fick då ägna sig åt skogsarbete, vägarbete och luftbevakningstjänst, och många flyttade från Örviken. Vid fabriken producerades då cirka 30 000 ton pappersmassa per år. Där fanns 300–350 anställda, varav endast två var kvinnor: en på kontoret och en på laboratoriet.
Efter kriget gjordes försök att återstarta fabriken, men på grund av eftersatt underhåll och stor råvarubrist krävdes omfattande investeringar, vilket förhindrade en återuppstart. Sulfitfabriken i Örviken lades slutligen ner 1948 och ersattes av ett sågverk. Två år senare fördes bolagets skogsverksamhet över till systerbolaget Sävenäs Nya AB.

## Industrilämningar
Ett flertal bostadshus finns kvar från sågverkstiden, inklusive arbetarbostäder, förmansbostäder, en inspektorsbostad samt disponentbostad och kontor, alla med uthus och förråd. Maskinhuset från sågen stod i början av 2020-talet kvar men var förfallet. 
Sulfitfabrikens byggnader över tid byggts om men har behållit sin ursprungliga karaktär. Trädgårdar och björkalléer dominerar bostadsområdena. Området inkluderar även färjestället, kajer och ett övergivet brädgårdsområde. En stor del av anläggningen förstördes i en brand 1991, och endast en mindre del av verksamheten återupptogs efter branden.